# Emmelie de Forest
Emelie Charlotte Victoria de Forest (født 28. februar 1993 i Randers og opvokset i Mariager), bedre kendt som Emmelie de Forest, er en dansk sangerinde. Hun vandt for Danmark ved Eurovision Song Contest 2013 i Malmø med sangen "Only Teardrops" skrevet af Lise Cabble og Julia Fabrin Jakobsen og  Thomas Stengaard.
De Forest skrev i marts 2013 under på en pladekontrakt med Universal Music og udgav sit første album i foråret 2013.

## Liv og karriere

### Opvækst og tidlige år
De Forest er datter af danske Marianne Birgitte Gudnitz og svenske Ingvar de Forest (1938–2010). Emmelie de Forest har været aktivt udøvende sanger siden hun var ni år og har blandt andet sunget i kirkekor og gospelkor. Siden hun fyldte 14 år har hun sunget med den skotske musiker Fraser Neill, og sammen har de spillet og sunget i fire år på diverse festivaler, spillesteder og kulturhuse.
Forest har gået på Vindblæs Friskole i Norup ved Hadsund. Da hun fyldte 18 i 2011, flyttede hun fra Mariager i Kronjylland til København, hvor hun var blevet optaget på Katrine Sadolins 'Complete Vocal institute' for sangere. I 2012 har hun arbejdet, rejst, indspillet i studie, skrevet flere tekster og spillet guitar.

### 2013: Dansk Melodi Grand Prix og debutalbum
Emmelie de Forest vandt Dansk Melodi Grand Prix 2013 i Jyske Bank Boxen i Herning den 26. januar 2013.
I marts 2013 skrev hun under på en pladekontrakt hos Universal Music og fortalte til svensk tv, at hendes første album ville blive udgivet i foråret 2013.
Hun konkurrerede i den første semifinale ved Eurovision Song Contest i Malmö Arena i Malmö den 14. maj 2013 og var af flere eksperter udråbt som storfavorit til at vinde konkurrencen. Hun gik videre til finalen, som afholdtes den 18. maj 2013 i Malmö, hvor hun optrådte som sang nummer 18. Her sejrede hun med 281 point - det højeste antal point til en dansk sang nogensinde.
Efter at have udgivet debutalbummet Only Teardrops optrådte Emmelie de Forest hen over sommeren med de nye numre. Der blev annonceret en koncertturné, men i sidste øjeblik blev den aflyst med begrundelsen, at Emmelie i stedet ville fokusere på sangskrivningen. Hendes manager udtalte til Ekstra Bladet, at en del af årsagen til aflysningen var, at interessen fra fansene ikke var stor nok.

### 2014-nu: Rainmaker ogVild med dans
Den 21. februar 2014 udgav Emmelie de Forest singlen "Rainmaker", som hun optrådte med til Dansk Melodi Grand Prix 2014 i Odense. Forinden optrådte hun med sangen den 7. og 8. februar til Maltas melodi grand prix. Sangen var den officielle sang til Eurovision Song Contest 2014 i København, hvor de Forest optrådte med sangen til finaleshowet.
Som en forløber til hendes andet album udgav de Forest i august 2014 singlen "Drunk Tonight". Den 10. august 2015 udkom singlen "Hopscotch", der er titelmelodi til ungdomsserien Hedensted High. I slutningen af 2015 opsagde Emmelie de Forest sin kontrakt med Universal, og i den forbindelse udtalte hun: "Jeg har bare haft brug for at komme videre, fordi jeg vil gerne have ejerskab over min egen musik og karriere."
I 2016 blev hun desuden udnævnt som orangutangambassadør for den danske organisation Red Orangutangen, hvor hun blandt andet har været med til at indspille en dokumentar om rehabiliteringsprocessen på verdens største orangutangcenter - Nyaru Menteng.
I 2018 deltog hun i sæson 15 af Vild med dans, hvor hun danser med den professionelle danser Frederik Nonneman. Parret endte på en 8. plads ud af tolv.

## Privatliv
Emmelie de Forest har været i et forhold med musikeren Jakob Schack Glæsner siden starten af 2013, som hun mødte ved en sangskrivnings-session for sit debutalbum.

### Slægt
De Forest hævdede ved deltagelsen i Melodi Grand Prix i 2013 at være tipoldebarn (igennem sin farfar, Maurice de Forest) af dronning Victoria af England og oldebarn af kong Edward 7. og en unavngiven østrigsk prinsesse. Påstanden blev først brugt som en del af hendes markedsføringsstrategi, men strategien blev droppet af DR, efter at den blev afvist af flere slægtsforskere, og da der ikke eksisterer dokumentation for påstanden.

## Diskografi

### EP'er
- "Acoustic Session" (2014)

### Albummer
| Titel          | Detaljer                                                                                                | Højeste hitlisteplacering | Højeste hitlisteplacering | Højeste hitlisteplacering | Højeste hitlisteplacering |
| Titel          | Detaljer                                                                                                | DEN                       | BEL                       | SVE                       | UK                        |
| -------------- | --- | ------------------------- | ------------------------- | ------------------------- | ------------------------- |
| Only Teardrops | - Udgivet: 6. maj 2013 - Pladeselskab: Universal Music Denmark - Formater: CD, CD/DVD, Digital Download | 4                         | 140                       | 32                        | 148                       |

### Singler
| År   | Titel                      | Højeste hitlisteplacering | Højeste hitlisteplacering | Højeste hitlisteplacering | Højeste hitlisteplacering | Højeste hitlisteplacering | Højeste hitlisteplacering | Højeste hitlisteplacering | Højeste hitlisteplacering | Højeste hitlisteplacering | Højeste hitlisteplacering | Album             |
| År   | Titel                      | DAN                       | AUS                       | ØST                       | BEL                       | FIN                       | DE                        | IRL                       | HOL                       | SVE                       | UK                        | Album             |
| ---- | -------------------------- | ------------------------- | ------------------------- | ------------------------- | ------------------------- | ------------------------- | ------------------------- | ------------------------- | ------------------------- | ------------------------- | ------------------------- | ----------------- |
| 2013 | "Only Teardrops"           | 1                         | 47                        | 7                         | 11                        | 17                        | 5                         | 5                         | 4                         | 3                         | 15                        | Only Teardrops    |
| 2013 | "Hunter & Prey"            | -                         | -                         | -                         | -                         | -                         | -                         | -                         | -                         | -                         | -                         | Only Teardrops    |
| 2013 | "Let It Fall"              | -                         | -                         | -                         | -                         | -                         | -                         | -                         | -                         | -                         | -                         | Only Teardrops    |
| 2013 | "Beat the Speed of Sound"  | -                         | -                         | -                         | -                         | -                         | -                         | -                         | -                         | -                         | -                         | Only Teardrops    |
| 2013 | "What Are You Waiting For" | -                         | -                         | -                         | -                         | -                         | -                         | -                         | -                         | -                         | -                         | Only Teardrops    |
| 2013 | "Change"                   | -                         | -                         | -                         | -                         | -                         | -                         | -                         | -                         | -                         | -                         | Only Teardrops    |
| 2013 | "Soldier of Love"          | -                         | -                         | -                         | -                         | -                         | -                         | -                         | -                         | -                         | -                         | Only Teardrops    |
| 2013 | "Haunted Heart"            | -                         | -                         | -                         | -                         | -                         | -                         | -                         | -                         | -                         | -                         | Only Teardrops    |
| 2013 | "Running in My Sleep"      | -                         | -                         | -                         | -                         | -                         | -                         | -                         | -                         | -                         | -                         | Only Teardrops    |
| 2013 | "Force of Nature"          | -                         | -                         | -                         | -                         | -                         | -                         | -                         | -                         | -                         | -                         | Only Teardrops    |
| 2013 | "Teardrops Overture"       | -                         | -                         | -                         | -                         | -                         | -                         | -                         | -                         | -                         | -                         | Only Teardrops    |
| 2014 | "Rainmaker"                | 1                         | -                         | -                         | -                         | -                         | 55                        | -                         | -                         | -                         | -                         | Rainmaker         |
| 2014 | "Drunk Tonight"            | -                         | -                         | -                         | -                         | -                         | -                         | -                         | -                         | -                         | -                         | Acoustic Session  |
| 2014 | "Hopes & Fears"            | -                         | -                         | -                         | -                         | -                         | -                         | -                         | -                         | -                         | -                         | Acoustic Session  |
| 2014 | "Smells Like Teen Spirit"  | -                         | -                         | -                         | -                         | -                         | -                         | -                         | -                         | -                         | -                         | Acoustic Session  |
| 2014 | "My Empire"                | -                         | -                         | -                         | -                         | -                         | -                         | -                         | -                         | -                         | -                         | Acoustic Session  |
| 2015 | "Hopscotch"                | -                         | -                         | -                         | -                         | -                         | -                         | -                         | -                         | -                         | -                         | Hopscotch         |
| 2017 | "Fire Rites"               | -                         | -                         | -                         | -                         | -                         | -                         | -                         | -                         | -                         | -                         | LeVel, N/A        |
| 2018 | "History"                  | -                         | -                         | -                         | -                         | -                         | -                         | -                         | -                         | -                         | -                         | History           |
| 2018 | "Sanctuary"                | -                         | -                         | -                         | -                         | -                         | -                         | -                         | -                         | -                         | -                         | History           |
| 2018 | "Who Loves You"            | -                         | -                         | -                         | -                         | -                         | -                         | -                         | -                         | -                         | -                         | History           |
| 2018 | "Going Ghost"              | -                         | -                         | -                         | -                         | -                         | -                         | -                         | -                         | -                         | -                         | History           |
| 2018 | "Rabbit"                   | -                         | -                         | -                         | -                         | -                         | -                         | -                         | -                         | -                         | -                         | History           |
| 2018 | "Hunting High and Low"     | -                         | -                         | -                         | -                         | -                         | -                         | -                         | -                         | -                         | -                         | History           |
| 2021 | "Typical Love Song"        | -                         | -                         | -                         | -                         | -                         | -                         | -                         | -                         | -                         | -                         | Typical Love Song |